# وزارة القوى العاملة (سنغافورة)
وزارة القوى العاملة (بالملايوية: Kementerian Tenaga Manusia)‏؛ (بالصينية: 新加坡人力部)؛ (بالتاميلية: மனிதவள அமைச்சு)‏ هي وزارة تابعة لحكومة سنغافورة مسؤولة عن صياغة وتنفيذ السياسات المتعلقة بالقوى العاملة في سنغافورة.

## وصلات خارجية
- الموقع الرسمي